# Yodgor Sa'diyev
Yodgor Habibovitch Sa'diyev, né le 12 juin 1946 à Tachkent, est un acteur et réalisateur soviétique ouzbek, artiste du peuple d'Ouzbékistan (1998) et lauréat du prix d'État ouzbek nommé d'après Hamza (1989).

## Biographie
Yodgor Sa'diyev naît en 1946 à Tachkent, dans la famille de l'acteur Habib Saadiev. Après avoir terminé ses études secondaires, il est admis à l'Institut d'Art Théâtral d'État de Tachkent, nommé d'après Alexandre Ostrovsky, et obtient son diplôme en 1971. Depuis 1968, il est acteur dans l'ensemble du Théâtre dramatique académique d'État ouzbek nommé d'après Hamza jusqu'à aujourd'hui. En 1998, il est nommé directeur artistique du studio Qalqon (Bouclier) du ministère de l'Intérieur de la République d'Ouzbékistan. Yodgor Saadiev est le frère de Xayrulla Saʼdiyev, acteur de théâtre et de cinéma ouzbek et artiste du peuple de la RSS d'Ouzbékistan.

## Carrière d'acteur
En tant qu'acteur principal du théâtre, Yodgor Sa'diyev joue dans plus de soixante rôles, caractérisés par des portraits psychologiques nets, des relations complexes avec l'environnement social et une vie intérieure riche.
Son premier rôle sur scène est celui d'ambassadeur de France dans la pièce Mirzo Ulugbek. Il est connu pour les rôles suivants:
- Karl Moor (Les voleurs)
- Kochkaryov (Mariage)
- le conteur (La Reine des neiges)
- Hafiz (Le garçon et le fermier)
- Prométhée, le plus jeune fils (Les Vagabonds)
- Babur (Les Nuits étoilées)
- Klimkov (Pas sur la liste)
- Arslon (Le Miroir)
- Abdurahmon (Mehrobdan Chayon)
- Filipp (Le Rêve)
- Abror Hidoyatov (Le spectacle continue) et d'autres[3].

Il apparaît également apparu dans des téléfilms, des films vidéo et des productions télévisées, comme Ibn Sina dans Abu Ali ibn Sino, Jabbor dans Diyonat, Yoldosh dans Girdob, Badiuzzamon dans Alisher Navoiy, Orifjon dans Imon, Orinboy dans Ichkuyov, Jahongir dans The Last Arrow et d'autres.
Sa'diyev joue également de nombreux rôles mémorables et remarquables au cinéma, tels que Abdusalam dans Dilbarim, Alimzhan dans The Street of Thirteen Poplars, Sheikh Jafar dans The Invincible et Asadbek dans le film en 20 parties Shaytanat[réf. nécessaire]. 
Il réalise les 7e à 20e parties de Shaytanat. Son frère Xayrulla Sa'diyev et son neveu Jahongir Sa'diyev jouent dans ce film.
Il réalise les films Le Mur du Diable, Five Parts, Jigarbandim, Honadon, Golden Shield et d'autres. Il met aussi en scène les pièces Femmes naïves (J. Pouren), L'invité de la nuit (F. Bogdanov) et La vie derrière la porte (S. Sirojiddinov). Il double environ 700 films. 
Depuis 2020, il est le directeur du Théâtre national académique de drame de l'Ouzbékistan.
Il reçoit le prix du « Meilleur rôle masculin de l'année » pour son interprétation de Filipp dans la pièce Le Rêve en 1983. En 1989, il est récompensé par le prix d'État de l'Ouzbékistan, nommé d'après Hamza,.

## Voir également
- Gani Aʼzamov
- Yoʻldosh Aʼzamov
- Husan Sharipov
- Bahodir Yoldoshev